# Быков, Ролан Антонович
Рола́н Анто́нович Бы́ков (по паспорту — Рола́нд Анато́льевич Бы́ков; 12 октября 1929, Киев, Украинская ССР, СССР — 6 октября 1998[…], Москва) — советский и российский актёр и режиссёр театра и кино, сценарист, педагог. Народный артист СССР (1990). Лауреат Государственной премии СССР (1986), Государственной премии РСФСР им. братьев Васильевых (1987) и Премии Президента Российской Федерации в области литературы и искусства (1999).
Выдающийся актёр, один из лучших в истории режиссёров детского кино, мыслитель, общественный деятель.
Организатор Первого Московского международного фестиваля кино- и телефильмов для детей и юношества (1989).

## Биография

### Ранние годы
Родился 12 октября 1929 года в Киеве. Родители назвали его в честь Ромена Роллана, перепутав имя и фамилию писателя. При этом в паспорте и во всех документах он был ошибочно записан как Роланд Анатольевич Быков (хотя на самом деле являлся Роланом Антоновичем). Дата рождения также неверно указана в паспорте — 12 ноября 1929 года. Сам артист объяснял это ошибкой, допущенной в паспортном столе, и в разных интервью указывал разные причины: неверный перевод украинского свидетельства о рождении, пьяный милиционер, собственная тётка, которая взялась оформить документы и всё напутала. Во многих справочниках указано, что Быков родился в Москве, однако запись о рождении сделана в Киеве, а сам артист и его брат говорили, что в Москву семья переехала из Киева в 1934 году.
В 1937—1941 годах учился в московской средней школе № 579. С 1939 года занимался в театральной студии «Родник» Городского дома пионеров под руководством Ольги Лариной, вместе с Александром Миттой, Игорем Квашой, Владимиром Андреевым, Борисом Рыцаревым и Николаем Прокоповичем. С началом Великой Отечественной войны его, мать и брата эвакуировали в Йошкар-Олу; отец ушёл добровольцем на фронт. В 1941—1943 годах учился в йошкар-олинской средней школе № 6, затем семья вернулась в Москву, и до 1947 года Быков учился в средней школе № 525.
Писатель Анатолий Королёв считает, что если попытаться отыскать в юности мальчика Быкова намёк на будущее гениальное актёрство, следует упомянуть эпизод из жизни в Йошкар-Оле. Бабка Ролана гадала на картах, а Ролан любил всех копировать и однажды, подражая ей, взялся погадать на картах одной женщине. Разложив карты, он объявил: «твой муж вернётся с войны через три дня». Через три дня муж действительно вернулся домой из госпиталя.
Слух о мальчике-провидце разнёсся по городу, и в дом эвакуированных москвичей потянулись женщины, пытаясь выяснить, живы ли их родные. «Ролан принялся истово играть роль гениального мальчика-пророка, и был так великолепен в этом образе, что на него действительно снизошло вдохновение юродивого дервиша, и он стал, раз за разом, шамански угадывать истину… вскоре он превратился в настоящего кормильца семьи».

## Театр и кино
В 1947 году, окончив школу, подал документы одновременно во ВГИК, ГИТИС и в Школу-студию МХАТ, и везде получил отказ из-за роста (158 см) и дикции. В том же году поступил в Высшее театральное училище имени Б. В. Щукина при театре Вахтангова, актёрский курс Веры Львовой и Леонида Шихматова. Параллельно в 1949—1950 годах руководил драматическим коллективом Московского завода «Сангигиена». Защитился в 1951 году.
В 1951—1959 годах служил актёром и режиссёром Московского театра юного зрителя, в котором работали будущие знаменитые актёры и режиссёры Олег Ефремов, Анатолий Эфрос, Георгий Товстоногов и Михаил Шатров. Одновременно был актёром Московского драматического театра (1951—1952), руководил театральной студией Бауманского Дома культуры (1951—1953), работал внештатным корреспондентом детской редакции Центрального телевидения и редактором отдела сатиры и юмора Радиокомитета Москвы (1953—1959).
С 1957 по 1959 год без санкции властей стал организатором и главным режиссёром Студенческого театра МГУ, где, в частности, начинали Ия Саввина и Алла Демидова. Несмотря на опасность подобного самоуправства, Быков понадеялся на несогласованность действий советских инстанций: «Я решил, что как-нибудь проскочу: ЦК подумает, что МГК разрешил, МГК посчитает, что это дело комсомола, комсомол спишет на профсоюзы. Главное, чтобы красную ленточку Яблочкина перерезала». Знаменитая актриса Александра Яблочкина действительно участвовала в открытии театра и своим присутствием узаконила существование театра, который вскоре стал яркой и полноправной частью театрального мира Москвы.
В 1959—1960 годах являлся главным режиссёром Ленинградского театра имени Ленинского комсомола, однако вскоре решил полностью посвятить себя кино. К этому времени успел заявить о себе ролью Акакия Акакиевича в дебютной постановке Алексея Баталова «Шинель» (1959).
На протяжении последующих тридцати лет Быков работал на киностудии «Мосфильм». Сыграл более ста ролей. Обладая широким актёрским диапазоном, особенно прославился как яркий характерный комедийный актёр. Снялся во многих фильмах, со временем ставших культовыми («Я шагаю по Москве» Г. Данелии, «Большая перемена» и «По семейным обстоятельствам» А. Коренева, «Приключения Буратино» и «Про Красную Шапочку» Л. Нечаева). В то же время Быков исполнял и драматические роли, раскрывающие иную грань его таланта. К таковым относятся скоморох («Андрей Рублёв» А. Тарковского), Ефим Магазаник («Комиссар» А. Аскольдова), актёр Савушкин («Мёртвый сезон» С. Кулиша), красноармеец Карякин («Служили два товарища» Е. Карелова), командир Локотков («Проверка на дорогах» А. Германа), профессор Ларсен («Письма мёртвого человека» К. Лопушанского), Хрущёв («Серые волки» И. Гостева).
Быкова в кинематографе называли королём запрещённых картин. Фильм Александра Аскольдова «Комиссар», в котором Быков играл главную мужскую роль еврея Магазаника, пролежал «на полке» 20 лет. Цензура требовала от Алексея Германа заменить Быкова в фильме «Проверки на дорогах». Из-за категорического отказа режиссёра, фильм не выходил на экраны 15 лет. Обе картины были объявлены «антисоветскими».
В качестве режиссёра поставил порядка десяти фильмов для детей и юношества, часто экспериментируя с жанрами и техническими приёмами, за что нередко подвергался критике. Большой резонанс вызвала картина «Чучело» (1983), выход которой Быков долго «пробивал». По мнению кинокритика Антона Долина, это был опередивший своё время сенсационный фильм о школьной травле. Руководство Госкино требовало перемонтировать фильм, автор был обвинён в клевете на советскую школу. Тем не менее, во время Перестройки картина была удостоена Государственной премии СССР. После её выхода Быков перенёс инфаркт.
Большинство ролей, сыгранных в кино, Быков переписывал под себя. На съёмках у Тарковского в фильме «Андрей Рублёв», репетируя роль Скомороха, отказался от помощи балетмейстера, объяснив, что у скоморохов их не было, и самостоятельно придумал танец. Также он отказался исполнять частушки, специально созданные для фильма, написав и исполнив частушки собственного сочинения. По замыслу Тарковского, в финале фильма Скоморох попытается зарубить топором Андрея Рублёва, которого несправедливо считает доносчиком. Быкову такой кровавый финал казался фальшивым, и он пошёл на хитрость — схватил топор, покорно подготовился к нападению, а затем вдруг тихо шепнул на ухо Тарковскому: «Послушай, Андрей, Скоморох замахнуться-то замахнулся, а вот ударить не смог…» Тарковский мгновенно оценил блестящую находку Ролана и снял сцену в его трактовке.
В 1986—1990 годах был секретарём обновлённого Союза кинематографистов СССР. Являлся академиком Российской академии кинематографических искусств «Ника» и членом административного совета Генеральной ассамблеи по проблемам детского и юношеского кино при ЮНЕСКО.
Занимался преподавательской деятельностью на Высших курсах сценаристов и режиссёров, где в 1971—1972 годах был педагогом и руководителем производственной практики на курсе режиссёров-постановщиков детского художественного фильма, а в 1986—1996 годах вёл режиссёрскую мастерскую.

## Роль Пушкина во МХАТе
В 1960-х годах драматург Леонид Зорин написал пьесу «Медная бабушка», сюжет которой построен вокруг попыток уставшего от безденежья Пушкина продать принадлежащую семейству Гончаровых статую Екатерины II. Режиссёру-стажёру Михаилу Козакову в 1971 году было поручено поставить пьесу во МХАТе, руководителем которого недавно стал Олег Ефремов. На главную роль пригласили не служившего в театре Ролана Быкова. «Когда совет старейшин в присутствии пушкинистов Т. Г. Цявловской, Н. Я. Эйдельмана, В. С. Непомнящего, И. Л. Файнберга обсуждал прогон „Медной бабушки“, мне стало просто страшно», — пишет в «Актёрской книге» Михаил Козаков. Помимо них спектакль принимали чиновники министерства культуры СССР во главе с заместителем министра.
«Роль Пушкина репетировал привлечённый мной〈…〉 Ролан Быков. Ему в 1971 году было 40 лет. Он специально похудел для этой роли. В гриме был похож невероятно. Рост, пластика, живость игры, ролановская парадоксальность, юмор давали основание надеяться, что он сыграет сцены, эпизоды, диалоги одного года пушкинской жизни. То есть сыграть Пушкина — нельзя, невозможно, однако Ролан во время прогона в переполненном мхатовском фойе, где он единственный играл в гриме, то есть в немыслимо трудных условиях, сумел очень понравиться пушкинистам (и каким!), а они, пушкинисты, в отношении всего того, что касается Александра Сергеевича, строги чрезвычайно».
Один из приглашённых на просмотр пушкинистов доктор филологических наук Валентин Непомнящий поделился воспоминаниями в своей статье «Вместо подписи под фотографией». В процессе подготовки к спектаклю Быков «много читал Пушкина и о Пушкине, вёл даже записи, набрасывал мысли. То, чем он [со мной] делился, было просто, ярко, неожиданно, а главное — верно и осязательно точно; казалось, то ли он всю жизнь положил на изучение Пушкина, то ли у него был какой-то тайный ход туда… он делал то, что (невзирая на ряд известных попыток артистов, порой выдающихся) считается невозможным. И правильно считается: во-первых, потому, что неизвестно, как играть непостижимый гений, воплощённый в человеке, а во-вторых, потому, что этот человек к тому же ещё и Пушкин. Даже Михаил Булгаков в своей знаменитой пьесе не осмелился вывести своего героя на сцену, понимая, что сыграть его нельзя. А Быков сыграл. Тому уже тридцать лет, а я всё не могу привыкнуть, что мне, неизвестно за что, выпало видеть это… Он ходил, смеялся, пил, сердился, спорил с друзьями, ругал власть, объяснялся с Жуковским, беседовал с Вяземским, вытягивался, усталый, на диване, артистически нахально хитрил с немцем, которому хотел подороже сбагрить эту несчастную статую… По лицу Татьяны Григорьевны, изучавшей Пушкина полвека, лились слёзы, семидесятилетний Илья Львович был порой похож на мальчика, наблюдающего канатоходца, в глазах Натана сияло счастье узнавания, а у меня, наверное, лицо было просто дурацкое: не склонный к мистическому фантазированию и визионерству, я тем не менее почти физически ощущал себя в каком-то другом пространстве — так летают во сне. Потом сон кончился, зрителей быстро удалили. В небольшой комнате собрались вместе с руководством театра, представителем министерства, автором, режиссёром и специалистами ведущие артисты МХАТа — и началось обсуждение. Две мощные армады 〈…〉 страшные движущиеся скалы, что раздавливают корабли в проливе, устремились с разных сторон на бабочку. С одной — чиновник министерский, оснащённый государственным пониманием искусства театра и значения Пушкина, дробил и плющил превосходную пьесу как идейно чуждое сочинение, мельчащее образ поэта и полное вдобавок коварных намеков на положение советского писателя.〈…〉
А с другой — ринулись на Ролана (он маялся где-то за стенами) с восхитительной пламенной страстью и глубокой, искренней убежденностью, словно комсомольцы, беспокойные сердца, артисты театра, овеянные бессмертной славой, недосягаемые, обожаемые „великие старики“ МХАТа. Они уничтожали, они топтали артиста беспощадно, без тени сомнения в своей правоте и с явственно ощутимым удовольствием, даже с торжеством, повелительно пресекая робкие возражения более молодых; они разоблачали „немхатовскую“ манеру его игры, издевались над его внешностью и ростом, они утверждали, что Пушкина должен играть только Олег Стриженов (артист изумительный, но совсем не для этой роли). И в ответ на мольбы Татьяны Григорьевны, в голосе которой, казалось, продолжали дрожать остатки слёз, на её пояснения, что Пушкин даже точно такого же роста был и в красавцах блондинах никогда не числился, они говорили, что мы не понимаем законов театра».
Заместитель министра в тот же день доложил министру, что во МХАТе произошло ЧП, надругательство над национальной святыней.
Министр культуры Екатерина Фурцева на следующий день прибыла в театр и, как вспоминал Михаил Козаков, заявила: «При чём здесь Ролан Быков? Товарищи дорогие, он же просто урод!». В результате спектакль был закрыт. По словам В. Непомнящего, он понял, что у Быкова «сегодня произошло несравненное несчастье, рухнула солнечная мечта, совершилась, может быть, главная драма всей его творческой — только ли творческой? — жизни».
«Этот день — один из самых печальных дней моей жизни. В этот день случилась великая беда, не родилось лучезарное событие в русском театре, погибло чудо искусства» — подчёркивает литературовед. По мнению Леонида Зорина это была лучшая роль Ролана Быкова.

## Первый Московский Международный фестиваль кино- и телефильмов для детей и юношества
С 24 по 31 марта 1989 года в Москве впервые в истории прошёл Международный кинофестиваль художественных и анимационных фильмов для детей (First Moscow International children and youth feature and TV films festival) под девизом «Мир и любовь — детям планеты». Идея фестиваля принадлежала Быкову, ставшему главным организатором кинопраздника. Помимо профессионального международного жюри на фестивале работало полноправное детское жюри. Для подбора его членов по инициативе Быкова был объявлен Всесоюзный конкурс Знатоков кино и телевидения, в котором приняло участие несколько сотен тысяч детей со всего Советского Союза. Конкурс был организован журналом «Экран — детям», Центральным телевидением, Детской редакцией Всесоюзного радио, газетой «Пионерская правда». Впоследствии из числа финалистов в прямом эфире Центрального телевидения в концертном зале Останкино жюри (в его состав входили Р. Быков, К. Орбакайте, В. Котёночкин, В. Шаинский; ведущая эфира Т. Веденеева) было выбрано 14 человек.
В рамках фестиваля было показано 150 фильмов из 42 стран мира. Конкурсный показ, включавший 23 картины, проходил в Московском Дворце молодёжи. Торжественные церемонии открытия и закрытия транслировались в прямом эфире Первой программы Центрального телевидения. С приветственным посланием к участникам фестиваля обратился Генеральный секретарь ЦК КПСС Михаил Горбачёв, а также Управляющий делами Московской патриархии, Патриарший экзарх Западной Европы митрополит Владимир (Сабодан). По случаю открытия фестиваля в Патриаршем Богоявленском соборе в Елохове был отслужен торжественный молебен.
В течение 8 дней работы кинофорума журнал «Экран — детям» выпускал ежедневное приложение «Калейдоскоп», посвящённое новостям фестиваля.
Фестиваль стал значимым событием в культурной жизни Советского Союза, получившим международный отклик.

## Поздние годы
С 1986 по 1989 года был художественным руководителем творческого объединения (Мастерской) детских и юношеских фильмов «Юность» при киностудии «Мосфильм», с 1989 по 1992 год — директором Всесоюзного Центра кино и телевидения для детей и юношества, а в 1992—1998 годах — создателем и президентом Международного Фонда развития кино и телевидения для детей и юношества («Фонд Ролана Быкова»). В 1994 году в интервью Владиславу Листьеву пожаловался, что его фонд выпустил 64 фильма, которые собрали множество международных наград, однако всем им было отказано в российском прокате из-за нерентабельности.
В том же интервью он крайне негативно высказался о современном кино, посетовав на то, что всё оно строится вокруг «золотого тельца». Позже в интервью Леониду Филатову он продолжил рассуждения о плачевном состоянии искусства и культуры, о крушении духовности во всём мире. Похожие мысли можно найти и в его дневниках, которые он вёл с 1945 по 1996 год. Они были изданы его вдовой Еленой Санаевой посмертно.
В 1989 году включился в политическую жизнь, став народным депутатом СССР (Съезд распущен в 1991 году). В 1990-е годы возглавлял внепартийное общественно-политическое движение «95 — Союз общественных организаций работников культуры, науки, образования и экологии». На выборах в Государственную думу 1995 года вместе с Ириной Хакамадой и Владимиром Джанибековым возглавил избирательный блок «Общее дело», но не преодолел пятипроцентный барьер. В 1996 году был среди деятелей культуры и науки, призвавших российские власти остановить войну в Чечне и перейти к переговорному процессу.
Был членом коллегии Государственного комитета Российской Федерации по кинематографии.
Некоторое время был президентом банка «Хэлп».
В последние годы пытался снять картину «Портрет неизвестного солдата» о Великой Отечественной войне, уже тяжело страдая раком лёгких, вызванным его активным курением. Перенёс две операции. Завещал своей жене закончить фильм. В 1997 году он выступил инициатором создания первого в России детского телеканала под названием «Детский проект», но дефолт и последующая смерть отложили начало его вещания до 2000 года. Выступал также за создание телеканала «Культура».
По свидетельству Елены Санаевой, незадолго до кончины Быков принял крещение в православной церкви. На предложение родственников креститься перед операцией он сказал жене: «Знаешь, Леночка, я это сделаю после операции. Не буду же я ставить условия: ты мне, Господи, даруешь годы жизни, а я за это покрещусь». Вдова режиссёра отмечает, что он не декларировал свою веру. «Я считаю, что в его ролях и фильмах есть Божья благодать. В них есть свет».
Скончался в Москве на 69-м году жизни 6 октября 1998 года. Церемония прощания состоялась 9 октября 1998 года в Центральном доме кинематографистов. Похоронен на Новодевичьем кладбище (участок № 10).
Павел Санаев посвятил своему отчиму Быкову книгу «Похороните меня за плинтусом».
В 2019 году к 90-летию со дня рождения Ролана Быкова на телеканале Культура состоялась премьера его документального фильма «Портрет неизвестного солдата». Режиссёр не успел закончить картину, и по просьбе Е. Санаевой фильм был завершён режиссёром Игорем Калядиным.

## Семья
Отец — Семён Геронимович Гордановский (по паспорту Антон Михайлович Быков, украинец), сын поляка Геронима Константиновича Гордановского и чешки. Прошёл четыре войны. В Первую мировую бежал из австрийского плена, до 1919 года служил у Махно, Гражданскую закончил в 1-й Конной армии. В 1924—1926 годах служил разведчиком в ЧК и забрасывался в Германию под разными документами. Последние были на имя Антона Михайловича Быкова, его он взял в качестве официального. Был директором склада, директором спиртоводочного завода, администратором кинотеатра, замначальника химлеса, директором каракулеводческого совхоза. В 1934 году был переведён из Киевской Промакадемии в Москву для работы в Академии внешней торговли. Во время Великой Отечественной войны вновь вызвался добровольцем на фронт. Позднее ушёл в другую семью.
Мать — Ольга Матвеевна Быкова (настоящее имя Элла Матусовна Ситняковская, 1904—1996), еврейка, дочь  Матуса Шмулевича Ситняковского (1880—1938) и несостоявшаяся актриса. После ухода мужа воспитывала детей одна.
Брат — Героним Антонович Быков (1926—2006), доктор медицинских наук, профессор, возглавлял лабораторию радиоактивной диагностики в Институте хирургии имени А. В. Вишневского.
Первая жена (в течение 15 лет) — Лидия Князева (1925—1987), актриса. Народная артистка СССР (1970). Лауреат Государственной премии РСФСР имени Н. К. Крупской (1975). В браке усыновили ребёнка Олега Роландовича Быкова (1958—2002).
Вторая жена — Елена Санаева (род. 1942), актриса, общественный деятель. Народная артистка РФ (2022).
Приёмный сын — Павел Санаев (род. 1969), писатель, актёр, режиссёр, сценарист.
Тесть — Всеволод Санаев (1912—1996), актёр театра и кино, педагог. Народный артист СССР (1969). Лауреат Государственной премии РСФСР имени братьев Васильевых (1967).
Дядя (муж родной сестры матери — Густы Матусовны, 1902—1969) — Овсей Корогодский (1902—1980), доктор исторических наук, профессор Военной инженерной академии имени Ф. Э. Дзержинского, полковник.

## Отзывы
По мнению мультипликатора Юрия Норштейна, «если составить список десяти лучших актёров мира, то Ролану … место в этом списке обеспечено».

## Творчество

### Роли в театре

#### Московский ТЮЗ
- «Место в жизни» М. Ф. Шатрова (режиссёр Е. Евдокимов) — Игорь
- «Павлик Морозов» по В. Г. Губареву — Яшка
- «Чудесный мальчик» Е. С. Рысса — Вова Ермаков
- «Новый костюм» М. Г. Львовского
- 1955 — «Чистые руки» М. Ф. Шатрова — Лёня Горбатов
- 1955 — «Её будущее» Л. Б. Гераскиной, Режиссёры: П. В. Цетнерович, Е. С. Евдокимов — Тэд, стиляга
- 1956 — «О чём рассказали волшебники» В. Н. Коростылёва (по стихам К. И. Чуковского) — Бармалей
- 1956 — «Выпускники» 3дислава Сковронского, Реж.: Е. С. Евдокимов — Вуйчек

### Роли в кино
- 1954 — Школа мужества — парень-реалист
- 1955 — Педагогическая поэма — Степан Перец, воспитанник
- 1955 — Пути и судьбы — Венник, врач-хирург
- 1956 — Это начиналось так… — Вася Лапшин, тунеядец
- 1958 — Наш корреспондент — Николай Уваров, бригадир сварщиков
- 1959 — Шинель — Акакий Акакиевич Башмачкин
- 1960 — Мост перейти нельзя — Стэнли, официант
- 1960 — Осторожно, бабушка! — Иван Ильич, библиотекарь
- 1960 — Балтийское небо — старший лейтенант Кабанков, комиссар эскадрильи
- 1960 — Русский сувенир — эпизод
- 1961 — Воскресение — сумасшедший
- 1962 — Путешествие в апрель — виноторговец
- 1963 — Сон в руку (новелла в киноальманахе «Большой фитиль») — взяткодатель
- 1963 — Пропало лето — покупатель в соломенной шляпе на рынке
- 1963 — Сотрудник ЧК — священник
- 1963 — Улица Ньютона, дом 1 — рыболов-браконьер
- 1963 — Я шагаю по Москве — «загипнотизированный» прохожий
- 1963 — Непридуманная история — парень на брусьях
- 1964 — Вызываем огонь на себя — Терех, полицай
- 1964 — Женитьба Бальзаминова — Лукьян Лукьяныч Чебаков, военный
- 1965 — Звонят, откройте дверь — Павел Васильевич Колпаков, трубач
- 1965 — Здравствуй, это я! — Олег Пономарёв, физик
- 1966 — Айболит-66 — Бармалей/Автор
- 1966 — Душечка — Иван Петрович Кукин, театральный антрепренёр
- 1966 — Андрей Рублёв — скоморох
- 1967 — Бегущая по волнам — капитан Гез
- 1967 — Комиссар — Ефим Магазаник
- 1968 — Капа (короткометражный) — фронтовик Иван
- 1968 — Мёртвый сезон — Иван Павлович Савушкин, актёр
- 1968 — Служили два товарища — Иван Карякин, красноармеец
- 1969 — Адам и Хева — старик-шубурумец
- 1969 — Жди меня, Анна — друг Миня
- 1969 — Последняя реликвия — монах Иоганнес
- 1969 — Сюжет для небольшого рассказа — Михаил Павлович Чехов
- 1969 — Внимание, черепаха! — бабушка Вовы Диденко
- 1971 — Дикий капитан — адмирал
- 1971 — Ехали в трамвае Ильф и Петров — Иван Самойлович Федоренко
- 1971 — Корона Российской империи, или Снова неуловимые — лысый «император»
- 1971 — Проверка на дорогах — Иван Егорович Локотков, командир партизанского отряда
- 1971 — Телеграмма — поющий новосёл
- 1972 — Меченый атом — Пчёлкин, проводник
- 1972 — Принц и нищий — сэр Вильям, церемониймейстер
- 1972 — Петерс — Терехов, начальник московской милиции
- 1972 — Сойти на берег — Коклов
- 1973 — Большая перемена — Александр Трофимович Петрыкин, напарник Ляпишева
- 1973 — Докер — Агапов
- 1973 — Исполняющий обязанности — маляр
- 1973 — Капитан (короткометражный) — дядя Харитон, капитан дальнего плавания
- 1974 — Автомобиль, скрипка и собака Клякса — Дирижёр/Леонид Ломакин, нерадивый шофёр/Марья Фёдоровна, глухонемая старушка с кошками
- 1974 — О загадках смеха и… (научно-популярный) — ведущий
- 1975 — На ясный огонь — генерал Дубасов
- 1975 — Приключения Буратино — Кот Базилио
- 1976 — Деревня Утка — Шишок
- 1976 — Дни хирурга Мишкина — Иван
- 1976 — 12 стульев — отец Фёдор
- 1976 — Обыкновенная Арктика — Андрей Миронович, доктор полярной станции
- 1976 — Подранки — Владимир Громов
- 1977 — Рудин — Африкан Семёныч Пигасов
- 1977 — Хождение по мукам — Кузьма Кузьмич, расстрига
- 1977 — Нос — Платон Кузьмич Ковалёв, коллежский асессор/Нос Ковалёва/Иван Яковлевич, цирюльник/мужик с обозом лошадей
- 1977 — По семейным обстоятельствам — логопед
- 1977 — Про Красную Шапочку — Охотник
- 1977 — Юлия Вревская — маркитант Брофт
- 1978 — Вредная работа (новелла в киноальманахе «По улице комод водили» — участковый врач
- 1978 — Пока безумствует мечта — Панкратьев
- 1979 — Жил-был настройщик — Иван Иванович, настройщик
- 1979 — Пена — Полудушкин
- 1979 — Поговори на моём языке (короткометражный) — Эдик
- 1979 — Приключения Али-Бабы и 40 разбойников — главарь разбойников Абу-Хасан/правитель Гюльабада
- 1980 — Мнимый больной — лекарь Диафуарус
- 1980 — Из жизни отдыхающих — Виктор Лисюткин, аккордеонист
- 1980 — Амнистия — Иван Петрович Кичкайло, профсоюзный руководитель
- 1981 — Вакансия — Аристарх Владимирович Вышневский
- 1981 — Душа — Альберт Леонидович Гроб, администратор певицы
- 1981 — Золотое руно — дядя Миша, сапожник
- 1981 — Куда исчез Фоменко? — Манечкин, начальник цеха
- 1981 — Приключения Тома Сойера и Гекльберри Финна — Мефф Поттер
- 1982 — Свадебный подарок — Яша, биолог
- 1983 — Чучело — дирижёр военного оркестра
- 1984 — Герой её романа — Марио Джузеппе Фаворито
- 1985 — Искренне Ваш — Геннадий Сергеевич Постников, режиссёр
- 1985 — Эй, на линкоре! (новелла в киноальманахе «Мостик») — Семён Лукич Коновалов, больной
- 1985 — Реквием по филею (новелла в киноальманахе «В поисках выхода»)
- 1985 — Начни сначала — Зуев, музыкальный критик
- 1985 — Подсудимый — адвокат
- 1985 — Соучастие в убийстве — Фрэнк Филдс, комиссар полиции
- 1985 — Этика водителя (короткометражный) — человек за рулём
- 1986 — Письма мёртвого человека — профессор Ларсен
- 1986 — Чегемский детектив — милиционер
- 1986 — Чичерин — Габриэле Д’Аннунцио
- 1989 — Оно — Пётр Петрович Фердыщенко
- 1991 — Вне
- 1989 — Сын клоуна
- 1992 — Арбитр — Владимир Иванович
- 1993 — Серые волки — Никита Сергеевич Хрущёв
- 1993 — Я — Иван, ты — Абрам — Нахман, отец Мордхе
- 1995 — Золотое дно — Солёненький, маргинал
- 1995 — Русский паровоз — Джон Сильвер, «американский» бизнесмен
- 1995 — Ширли-мырли — покупатель бриллианта
- 1997 — Ночь жёлтого быка — пожилой киномеханик (последняя роль в кино)

Роли в киножурнале «Фитиль»
- 1964 — Умелая защита (фильм № 30) — Панков, адвокат
- 1965 — На троих (фильм № 32) — интеллигент-собутыльник
- 1965 — Булочка с маком (фильм № 35) — клиент ресторана
- 1972 — Самый храбрый (фильм № 119) — человек в очереди
- 1974 — Начнём новую жизнь (фильм № 150) — Василий Шагин, многоженец/его отец

### Режиссёр кино
- 1959 — Встаёт утро (киноспектакль) по заказу ВЛКСМ
- 1962 — Семь нянек
- 1963 — Пропало лето (совм. с Н. В. Орловым)
- 1965 — Фитиль (фильм № 35 «Булочка с маком»)
- 1966 — Айболит-66
- 1969 — Внимание, черепаха!
- 1971 — Телеграмма
- 1974 — Автомобиль, скрипка и собака Клякса
- 1977 — Нос
- 1982 — Свадебный подарок (совм. с Р. П. Эсадзе, А. С. Игишевым)
- 1983 — Чучело
- 1990 — Я сюда больше никогда не вернусь (короткометражный) по заказу ЮНЕСКО для альманаха «Как дети?» (фр. Comment vont les enfants, англ. How Are the Kids?)
- 1996 — Портрет неизвестного солдата (документальный фильм, не окончен)

### Сценарист
- 1966 — Айболит-66 (совм. с В. Н. Коростылёвым)
- 1977 — Нос
- 1979 — Жил-был настройщик (совм. с В. М. Алениковым)
- 1982 — Свадебный подарок (совм. с В. В. Гераскиным)
- 1983 — Чучело (совм. с В. К. Железниковым)
- 1990 — Я сюда больше никогда не вернусь (короткометражный)
- 1996 — Портрет неизвестного солдата (не окончен)

### Автор
- Быков, Ролан Антонович. Заколдованная принцесса. — Москва: Малыш, АСТ, Астрель, 2009. — 159 p. — ISBN 978-5-17-061373-1, 978-5-271-24866-5. Иллюстрации Дениса Гордеева
- Быков, Ролан Антонович. Я побит — начну сначала! Дневники. — Москва: АСТ, 2011. — P. 749. — ISBN 978-5-271-27396-4.
- Быков, Ролан Антонович. «Давай-давай, сыночки!»: о кино и не только. — Москва: АСТ, 2019. — P. 592. — ISBN 978-5-17-100980-9.

### Художественный руководитель
- 1976 — Додумался, поздравляю!

### Телеспектакли
- 1969 — Эгмонт — Фансен
- 1972 — Записки Пиквикского клуба — слуга Иов Троттер
- 1973 — Мегрэ и человек на скамейке — клоун Фред — вор по кличке «Акробат»

### Озвучивание фильмов
- 1963 — Пропало лето — рабочий на мосту (роль Якова Ленца)
- 1966 — Айболит-66 — Бармалей (вокал)
- 1967 — На два часа раньше — голос за кадром
- 1970 — Спорт, спорт, спорт — дядя Володя, массажист (роль Георгия Светлани)
- 1971 — Гойя, или Тяжкий путь познания
- 1983 — Анна Павлова — Гатти-Кассаза (роль Мартина Скорсезе)
- 1994 — Затоваренная бочкотара — текст за кадром

### Озвучивание мультфильмов
- 1967 — Песня о Соколе
- 1975 — Мук-скороход
- 1977 — Лоскутик и Облако
- 1979 — Ростик и Кеша — читает текст[64]
- 1979 — Стальное колечко — читает текст
- 1980 — Пиф-паф, ой-ой-ой! — режиссёр
- 1981 — Балаган[64]
- 1983 — Малиновое варенье (из серии мультфильмов «Сказки Дональда Биссета») — читает текст
- 1985 — Волчок — читает текст стихотворения[64]
- 1985 — Слонёнок заболел[64]
- 1986 — Приключения пингвинёнка Лоло (1 серия)
- 1987 — Приключения пингвинёнка Лоло (2 серия)
- 1987 — Приключения пингвинёнка Лоло (3 серия)
- 1987 — Счастливый Григорий

### Озвучивание аудиоспектаклей
- 1978 — Невероятные приключения Буратино и его друзей — Кот Базилио

### Участие в фильмах
- 1973 — Приглашаются на главную роль… (документальный)
- 1985 — Прощай, старый цирк (документальный)
- 1994 — Ёлка для взрослых, или Бенефис Ролана Быкова (телефильм)
- 1996 — Портрет неизвестного солдата (не окончен)
- 1996 — Николай Гринько (из цикла телепрограмм канала ОРТ «Чтобы помнили») (документальный)
- 1997 — Микаэла Дроздовская (из цикла телепрограмм канала ОРТ «Чтобы помнили») (документальный)
- 1997 — Фрунзик Мкртчян (из цикла телепрограмм канала ОРТ «Чтобы помнили») (документальный)
- 1998 — Искренне ваш, Георгий Вицин… (документальный)

### Архивные кадры
- 1988 — Геннадий Гладков (документальный)
- 1998 — Ролан Быков (из цикла телепрограмм канала ОРТ «Чтобы помнили») (документальный)
- 2003 — Нонна Мордюкова. Я вспоминаю… (документальный)
- 2004 — Его знали только в лицо. Трагедия комика (документальный)
- 2004 — Неистовый Ролан (из документального цикла «Острова»)
- 2004 — Легенды Мирового Кино (из цикла телевизионных художественно-постановочных программ телеканала «Культура») (документальный)
- 2005 — Ролан Быков (из цикла передач телеканала ДТВ «Как уходили кумиры») (документальный)
- 2005 — Фрунзик Мкртчян. История одиночества (документальный)
- 2007 — Ролан Быков. Жизнь Бармалея (документальный)
- 2011 — Ролан Быков: Я вас, дураков, не брошу! (документальный)
- 2014 — Ролан Быков. Вот такой я человек! (документальный)
- 2018 — Алексей Баталов. «Шинель». (из документального цикла «Библейский сюжет» телеканала «Культура»)

## Звания и награды
- Заслуженный артист РСФСР (05.03.1973)
- Народный артист РСФСР (18.06.1987)
- Народный артист СССР (05.07.1990)
- Государственная премия СССР (1986, за фильм «Чучело»)
- Государственная премия РСФСР имени братьев Васильевых (1987, за роль Профессора в фильме «Письма мёртвого человека»)
- Премия Президента Российской Федерации в области литературы и искусства (12.01.1999, посмертно)[65]
- Премия Московского комсомола (1967 — за создание фильмов для детей и юношества)
- Орден «За заслуги перед Отечеством» IV степени (11.11.1994) — за большие заслуги перед народом, связанные с развитием российской государственности, достижениями в труде, науке, культуре, искусстве, укреплением дружбы и сотрудничества между народами[66]
- Медаль «За трудовую доблесть» (1967)
- Медаль «В ознаменование 100-летия со дня рождения Владимира Ильича Ленина» (1970)
- Благодарность Президента Российской Федерации (11.07.1996) — за активное участие в организации и проведении выборной кампании Президента Российской Федерации в 1996 году[67]
- МКФ в Москве (1971, Главный приз по разделу детских фильмов, фильм «Внимание, черепаха!»)
- МКФ фильмов для детей и юношества в Хихоне (1971, Главный приз «Золотое весло», фильм «Внимание, черепаха!»)
- ВКФ в Кишинёве (1975, Приз за лучшую режиссёрскую работу, фильм «Автомобиль, скрипка и собака Клякса»)
- МКФ фильмов для молодёжи в Лаоне (1986, Главный приз, фильм «Чучело»)
- Всеевропейский КФ детского и юношеского кино в Виши (1987, Главный приз, фильм «Чучело»)
- Премия «Ника» за лучшую мужскую роль (1988, фильм «Комиссар»)
- Золотая медаль имени Л. Н. Толстого (Международная ассоциация детских фондов, 1994)
- Соучредитель Академии дураков (1992, вместе с В. Полуниным)[68].
- Почётный профессор МГУ (1998).
- Гранд-премия «КиноВатсон» (2009, посмертно)[69].

## Память
- В 2001 году был создан Армянский фонд развития кино и телевидения для детей и юношества — «Фонд Ролана Быкова»[70].
- С 2001 года в Ереване, регионах Армении и НКР регулярно проводился ежегодный Международный фестиваль фильмов для детей и юношества «Ролан» (англ. Rolan International film festival for children and youth in Armenia)[70][71][72].